# Ilford & District League
Ilford & District League var en engelsk fotbollsliga baserad i London, grundad 1918. Toppdivisionen Premier Division låg på nivå 13 i det engelska ligasystemet.
Ligan var en matarliga till Essex Olympian Football League.
2014 slogs ligan samman med Essex Business Houses Football League och bildade Essex Alliance Football League.

## Mästare sedan 1960
| Säsong  | Premier Division    | Division One       | Division Two       |
| ------- | ------------------- | ------------------ | ------------------ |
| 2013/14 | East Londoners      | Chingford Athletic | Vittoriosa Falcons |
| 2012/13 | East London Academy | AFC Kings          | Custom House       |

Efter säsongen 2011/12 lades Division Three ned.
| Säsong  | Premier Division   | Division One              | Division Two           | Division Three             |
| ------- | ------------------ | ------------------------- | ---------------------- | -------------------------- |
| 2011/12 | LOASS              | Ryan 'A'                  | DM United              | DM United Reserves         |
| 2010/11 | Chingford Athletic | Enfield Elite             | AAH Romford            |                            |
| 2009/10 | Castle United      | Glendale                  | Castle United Reserves |                            |
| 2008/09 | Durning            | Redbridge Elite           | Forest United Res      |                            |
| 2007/08 | AFC Kings          | Cranes United             | Durning                | Midland                    |
| 2006/07 | Galatasaray (UK)   | Titans United             | Castle United          | Glendale                   |
| 2005/06 | St Francis         | AC Leyton PF              | London & Essex         | Castle United              |
| 2004/05 | Clapton Reserves   | Leytonstone               | East London Celtic     | Titans United              |
| 2003/04 | Ryan               | Clayhall                  | AFC Kings Academy      | Ingen div 3 serie          |
| 2002/03 | Memorial Sports    | All Hallows St Vincent    | Ryan A                 | Ingen div 3 serie          |
| 2001/02 | St Francis         | Loughton                  | AFC Kings              | Newtown Wesley Reserves    |
| 2000/01 | East Ham Baptist   | Swan OP                   | Romford Town           | Ryan Reserves              |
| 1999/00 | East Ham Baptist   | Ascot United              | Edgeguard              | Gooseley Athletic          |
| 1998/99 | Ryan               | Maidonians                | Frenford Reserves      | West Green United Reserves |
| 1997/98 | Wheelers           | Melbourne Sports Reserves | Swan OP                | Gooseley Athletic          |
| 1996/97 | Beckton Town       | Wheelers A                | Border Rangers         | Swan OP                    |

Efter säsongen 1995/96 lades Division Four ned.
| Säsong  | Premier Division | Division One     | Division Two     | Division Three           | Division Four        |
| ------- | ---------------- | ---------------- | ---------------- | ------------------------ | -------------------- |
| 1995/96 | Melbourne Sports | Daytona Athletic | Castle United    | William Fitt             | Melbourne Sports A   |
| 1994/95 | AC Milla         | Canning Town A   | Daytona Athletic | Valentines               | William Fitt         |
| 1993/94 | St Francis       | Westill Reserves | Canning Town A   | Frenford                 | Hammers              |
| 1992/93 | West Essex       | Chigwell         | Westill Reserves | West Essex Reserves      | Durning              |
| 1991/92 | Lamont           | Glendale         | Blumson          | Chingford Mount Reserves | Avondale United      |
| 1990/91 | West Essex       | Reivers          | Hainault Rangers | Canning Town A           | Chigwell Old Boys    |
| 1989/90 | Westill          | Lakeview         | Barking Borough  | Rougvie Rovers           | Leytonstone United B |
| 1988/89 | Westill          | Downshall        | Shadbolt         | Colbrook                 | Lakeview             |
| 1987/88 | Westill          | FC Lamont        | Downshall        | FC Lamont Reserves       | Melbourne Sports A   |

Efter säsongen 1986/87 ersattes Senior Division med Division Four.
| Säsong  | Premier Division   | Division One          | Division Two          | Division Three          | Senior Division        |
| ------- | ------------------ | --------------------- | --------------------- | ----------------------- | ---------------------- |
| 1986/87 | Hainault WMC       | Westill               | Cranbrook (DAG)       | HO Rangers              | Melbourne Sports       |
| 1985/86 | Kingswood Reserves | Newham NALGO          | Hainault WMC Reserves | Cranbrook (DAG)         | St Francis             |
| 1984/85 | Hainault WMC       | Downshall             | Chigwell              | Leytonstone United A    | St Francis             |
| 1983/84 | Socomex            | Hainault WMC          | Frenford              | Newham Primary Reserves | Caribbean Int Reserves |
| 1982/83 | Leytonstone United | St Francis            | Socomex               | Hainault WMC            | Newmont Travel         |
| 1981/82 | Abyssinian         | Newmont B             | Unicorn               | Newtown Wesley Reserves | Caribbean Int Reserves |
| 1980/81 | Newtown Wesley     | Forest Gate Wanderers | Seven Kings Reserves  | Newmont B               | Manford Way            |

Senior Division startades säsongen 1980/81.
| Säsong  | Premier Division   | Division One           | Division Two            | Division Three           |
| ------- | ------------------ | ---------------------- | ----------------------- | ------------------------ |
| 1979/80 | Caribbean Int      | British India          | Park West               | Barking Borough Reserves |
| 1978/79 | Caribbean Int      | New Campbell           | British India           | Yewlands Eng             |
| 1977/78 | Caribbean Int      | Ilford Legion          | San Remo                | Telex                    |
| 1976/77 | Warren             | Stanford (Woodford)    | Leanda                  | San Remo                 |
| 1975/76 | Frenford Senior    | Hainault Wanderers     | Normeade                | Warren United Reserves   |
| 1974/75 | Ship Carbon        | Melbourne Sports       | Manford Way Reserves    | Kingswood                |
| 1973/74 | Buckhurst Hill     | Defiant                | Buckhurst Hill Reserves | Toby Royals              |
| 1972/73 | Debden Sports      | Mayfield               | Manford Way             | Mayfield Reserves        |
| 1971/72 | Border Rangers     | Debden Sports          | Mayfield                | Albion                   |
| 1970/71 | Goodmayes Hospital | Caterham               | Tower Hamlets           | Mayfield                 |
| 1969/70 | Snaresbrook        | Pirie Appleton         | Caterham                | Borough B                |
| 1968/69 | Snaresbrook        | Bishopsgate            | Fairlop Youth           | Snaresbrook Reserves     |
| 1967/68 | Ilford Catholic    | Elmbridge              | Wiggins Teape           | Ilford Corinthians       |
| 1966/67 | Snaresbrook        | Old Clarkonians        | Manford Way Reserves    | Wiggins Teape            |
| 1965/66 | Prides             | Hampshire Sports       | Loughton Town           | Manford Way Reserves     |
| 1964/65 | Roding Rangers     | Debden Sports Reserves | Hampshire Sports        | Roding Rangers Reserves  |
| 1963/64 | Prides             | Queens                 | Abridge                 | Cranbrook Rovers         |
| 1962/63 | Hainault Rangers   | Prides                 | Woodstone               | Highway Sports           |
| 1961/62 | Hainault Rangers   | Loughton Amateurs      | Roding Rangers          | Debden Sports Reserves   |
| 1960/61 | St Edmunds         | Bishopsgate            | Pirie Appleton          | Saxton                   |